# Шарлотта Казірагі
Шарлотта Марі Помелін Казірагі (ісп. Charlotte Marie Pomeline Casiraghi; нар. 3 серпня 1986, Ла-Колле, Монако) — монакська журналістка політична діячка, наїзниця, письменниця та підприємиця. Одинадцята в черзі на трон Монако.

## Юність та освіта
Народилася 3 серпня 1986 року в Ла-Коллі (Монако) в сім'ї принцеси Монако Кароліни (нар. 1957) та бізнесмена Стефано Казірагі (1960—1990), які були одружені з 29 грудня 1983 року. У Шарлотти є два брати — Андреа Казірагі (нар. 1984) і П'єр Казірагі (нар. 1987) . Від 2 до 6 років Шарлотта відвідувала Les Dames de Saint Maur, яка є частиною католицької школи Франсуа д'Асіза Ніколя Барре в Монако. У 6 вона перейшла до Республіканської школи Сен-Ремі-де-Прованс. З 2000 по 2004 рік відвідувала Ліцей Франсуа-Куперена у Фонтенбло.
Після смерті батька мати перевезла сім'ю в село Міді Сен-Ремі-де-Прованс у Франції, щоб звести до мінімуму вплив преси на дітей. У січні 1999 року принцеса Кароліна одружилася з Ернстом Августом, принцом Ганноверським. У Шарлотти з'явилися вітчим і два зведені брати (принц Ернст Ганноверський і принц Крістіан Ганноверський) . Шість місяців по тому зведена сестра Казірагі, принцеса Александра Ганноверська, народилася в клініці у Веклабруку, Австрія. Потім сім'я переїхала до паризького передмістя Фонтенбло.
З 2001 по 2004 рік у складі команди Марселя Розьє «Маріонно» Шарлотта Казірагі брала участь у низці змагань з конкуру серед юніорів та аматорів. Її послідовно навчали обидва сини Розьє, спочатку Філіпп, а потім Тьєррі Розьє.
Отримала «відмінно» (фр. très bien, найвища з можливих оцінка) на іспиті за ступінь бакалавра в липні 2004 року. Потім вступила на курси в ліцей Фенелона в Сен-Жермен-де-Пре, Париж, щоб вступити до інституту École normale supérieure. Склала письмовий вступний іспит в ENS у червні 2006 року, але не потрапила до списку кандидатів, які мали право перейти до усного іспиту.
У 2007 році Казірагі отримала ліцензію бакалавра філософії в Університеті Парижа IV Сорбонна. Вона пройшла два стажування, спочатку у видавництві Роберта Лаффона у Парижі, а потім з жовтня 2007 року в додатку до недільного журналу «Індепендент».

## Кар'єра

### Моделінг
У 2010 році Шарлотта Казірагі стала офіційним представником кінних колекцій Gucci. У 2014 році вона стала обличчям Gucci Cosmetics. Казірагі виступила моделлю для кампанії Yves Saint Laurent для осінньої колекції 2018, позначивши її хештегом #YSL15.
22 грудня 2020 року Казірагі стала амбасадором бренду Chanel.

### Філософія
У 2015 році Казірагі заснувала товариство Les Rencontres Philosophiques de Monaco («Філософські зустрічі»). Учасники обговорюють сучасні проблеми та нові публікації в галузі філософії. Праці та життя Анни Дюфурмантель справили сильний вплив на Казірагі, яка написала, зокрема, про книгу Дюфур-Мантель «Захист таємниці» у статті для «Ліберасьйон». Казірагі та Дюфур-Мантель (померла 2017 року) були подругами, розділяючи, за визнанням самої Казірагі, пристрасть не тільки до філософії, але і до коней.
Казірагі написала передмову до книги, опублікованої у 2017 році психоаналітикинею Юлією Кристевою. Обидві вони також опублікували свої листи одна до одної, розмірковуючи про філософію.
У березні 2018 року Казірагі та Маджорі опублікували книгу «Архіпелаг пристрастей» у видавництві «Сей». Це серія діалогів професора та студентів про різні пристрасті (зарозумілість, радість, жорстокість, любов) та їхні афекти. Це також «нарис про пристрасть думки». Книга присвячена її батькові.

### Кінний спорт
У червні 2009 року Шарлотта Казірагі у супроводі свого дядька Альбера II, принца Монако, з'явилася на французькому телебаченні у програмі Stade 2, щоб розповісти про свою нещодавню участь у Світовому турі чемпіонів. Це був її перший досвід публічних виступів.
Після повернення до змагань з конкуру в квітні 2009 року (після чотирирічної перерви) вона продовжує тренуватися з Тьєррі Розьє. Казірагі та гнідий мерин на прізвисько ДЖІ Джо (власник: Ян Топс) брали участь у Світовому турі чемпіонів 2009 року у Валенсії, Іспанія, Монте-Карло, Каннах, Ешторілі, Ріо-де-Жанейро ], і Валькенсвард.
Казірагі продовжувала брати участь у Світовому турі чемпіонів протягом усього 2010 року. Здебільшого вона їздила на конях Трой (гнідому жеребці) та Тінтеро (сірому мерині).
У 2010 році вона взяла на себе роль почесного президента Global Champions Tour (нині Longines Global Champions Tour) у Монако. З 2015 року Казірагі жодного разу не брала участі в кількох етапах туру Longines Global Champions Tour. Після цього року вона скоротила свою участь лише до етапу в Монако.

### Журналістика
Казірагі є видавчинею та редакторкою журналів. Вона була головною редакторкою журналу Above в 2009. З двома друзями вона залишила цю роль, щоб зосередитись на створенні журналу Ever Manifesto.

## Філантропія
У дитинстві вона була делегаткою від Монако в Club des Habits Rouges, схожим на Поні-клуб у Великій Британії. У той же час її дід Реньє III, князь Монако, призначив її покровителькою Відділу громадської безпеки в Монако .
Шарлотта Казірагі час від часу відвідує офіційні заходи в Монако, такі як гала-концерт зі збору коштів для AMADE Mondiale та фонду Нельсона Мандели у вересні 2007 року. У 2006 році вона вперше з'явилася на Балу троянд у Монако (фр. Bal de la Rose), на якому також збирають гроші для Фонду принцеси Грейс. У 2015 році Казірагі увійшла до ради директорів FXB France, організації, заснованої її хрещеною матір'ю Альбіною дю Буавре в 1989 році для боротьби зі СНІДом та бідністю.

## Особисте життя
У 2011—2015 роках Казірагі зустрічалася з марокканським актором та коміком Гадом Ельмалехом. 17 грудня 2013 року народила сина Рафаеля.
З 1 червня 2019 року одружена з кінопродюсером Дімітрі Рассамом, сином французької акторки Кароль Буке, з яким зустрічалася два роки до весілля. 23 жовтня 2018 року Казірагі народила другого сина — Бальтазара Рассама. Також у цьому шлюбі вона має падчерку — Дар'ю Рассам (нар.. 2011).
Її старший син Рафаель не перебуває в черзі на трон Монако, оскільки був народжений поза шлюбом; молодший син, Бальтазар, став дванадцятим у черзі на трон Монако після того, як вона одружилася з його батьком.